# Chionochloa antarctica
Chionochloa antarctica is een soort uit de grassenfamilie. De soort komt voor op de sub-antarctische eilanden van Nieuw-Zeeland, zoals de Aucklandeilanden en Campbelleiland. De soort groeit in pollen op graslanden en moerassige gebieden.